# Officine a Porta Romana
Officine a Porta Romana è un dipinto a olio su tela (145x75 cm) realizzata a cavallo tra il 1909 e il 1910 da Umberto Boccioni, ed è conservato al Museo Gallerie d'Italia - Milano di Milano e appartiene alle Gallerie d'Italia di Banca Intesa.

## Storia
Boccioni realizzò  Officine a Porta Romana, nella sua casa di Via Adige 23 a Milano, in zona porta Porta Romana-Vigentina, traendo l'ispirazione mentre guardava dalla sua finestra; sempre qui eseguì altre due opere, La strada entra nella casa e Materia. 
Il palazzo attualmente riporta al suo esterno una targa a memoria del pittore Boccioni.